# Брахмачар'я
Брахмачар'я (санскр. ब्रह्मचर्य, brahmacaṛya IAST буквальне значення — учень брахмана) — термін індійської філософії. Учень-брахмачарі приймає істинного духовного учителя і виконує його настанови. Для цього необхідно контролювати свої чуття — наприклад, чоловікам та жінкам краще навчатися окремо, аби це не заважало вихованню духовних цінностей.
Брахмачар'я означає стриманість, помірність у всьому, у тому числі і у статевих стосунках, і є необхідним, але не вичерпним елементом духовного життя. Це — лише один із приписів ями, першого щабля раджа-йоги. Далі йде продовження йоги, об'єктом якої є наддуша/параматма. Брахмачарі має не залишитися лише на рівні фізичної хатха-йоги — початкових етапів йоги, а продовжувати до рівня самадгі.
Брахмачарі навіть у сімейному житті мають слідувати принципам духовного життя, ставлячи на перше місце духовну практику (найголовніше — виконання настанов істинного духовного учителя в істинному ланцюгу передачі знань). Йога застерігає проти марнування життя на матеріальні «насолоди» й закликає до правильного використання часу та можливостей людського життя — тобто згідно з настановами текстів Вед. Йога вважає, що, слідуючи приписам брахмачар'ї, людина накопичує життєдайні сили, фізичні та ментальні.

## Походження терміна
Джерелом терміна є «Йога сутра» Патанджалі. У цьому збірнику сутр термін «брахмачар'я» згаданий двічі — в рядках 30 і 38 першого розділу тексту.
अहिंसासत्यास्तेयब्रह्मचर्यापरिग्रहा यमाः ॥ ३०॥
ahiṃsā-satya-asteya-brahmacarya yamāḥ IAST॥ 30॥
«Ями: ахімса, сатья, астея, брахмачар'я»
і, при описі результатів брахмачарії:
ब्रह्मचर्यप्रतिष्ठायां वीर्यलाभः ॥ ३८॥
brahmacarya-pratiṣṭhāyāṃ vīrya-lābhaḥ ॥ 38॥
«Від дотримання Брахмачар'я знаходиться вір'я (героїзм).»
У тексті «Йога-сутри» Патанджалі не визначає термін. Термін переводить перший коментатор «Йога сутри» — В'яса в «Йога бхаші». В'яса дає наступне визначення: brahmacaryaṃ guptendiyasyopasthasya saṃyamaḥ IAST
«Брахмачар'я — це контроль (сам'яма) прихованих почуттів (гупта індра) і знаходиться поблизу (упа-стха)».

## Стадія життя
Термін брахмачар'я також означає одну з чотирьох стадій життя — життя учня. В цей період учень втаємничується в життєві містерії, викладені в Упанішадах і в деяких традиціях йоги навіть повинен дотримуватися суворого целібату.

## Джерело
- Iyengar B. K. S.. Light on Yoga. — New York : Schocken Books, 1977. — ISBN 0-8052-1031-8.